# 近畿大学九州短期大学
近畿大学九州短期大学（日语：／ Kinki Daigaku Kyūshū Tanki Daigaku *），简称近短，是一所位于日本福冈县饭冢市的私立短期大学。

## 概要

### 简介
- 短期大学为于1966年开办[2]由学校法人近畿大学经营[3]。为男女同校[4]从开办

### 历史
- 1966年 近畿大学女子短期大学成立并同时设置两个学科、以下列举。
  - 家政科
  - 保育科
- 1967年 业余课程家政专修成立（有两个课程、以下列举）[5]。
  - 第一部
  - 第二部
- 1978年 函授教育课程成立于保育科[6]。
- 1989年 改校名为近畿大学九州短期大学家政科改称为生活文化科[3]。
- 1990年 开始招収男学生。
- 1995年 生活文化科改称为生活信息科[3]。
- 1997年 函授教育课程成立于生活信息科[6]。
- 2001年 生活信息科改编为生活福利信息科[3]。

### 宪章
- 请参看近畿大学九州短期大学的标志 （页面存档备份，存于） （日語） 2014年5月18日阅览。

## 学校环境
- 校区：在福冈县饭冢市

## 历任校长
- 寺坂八郎：第一代短期大学校长[7]。
- 林幸治：现在短期大学校长[8]

## 组织

### 学科
- 保育科 
  - 第一部
  - 函授教育课程
- 生活福利信息科 
  - 第一部
  - 函授教育课程

### 专科
| - 没有 |

### 业余课程
| - 家政专修 - 第一部：招収40个人 - 第二部：招収40个人 |

### 附属机关
| - 图书馆 |

## 相关链接
- 日本短期大学列表
- 近畿大学
- 近畿大学短期大学部
- 近畿大学丰冈短期大学
- 近畿大学青踏女子短期大学